# Night Demon
Night Demon ist eine US-amerikanische Heavy-Metal-Band aus Ventura, Kalifornien. Sie besteht aus drei Mitgliedern. Die Band gehört zur sogenannten „New Wave of Traditional Heavy Metal“ der 2010er Jahre.

## Bandgeschichte

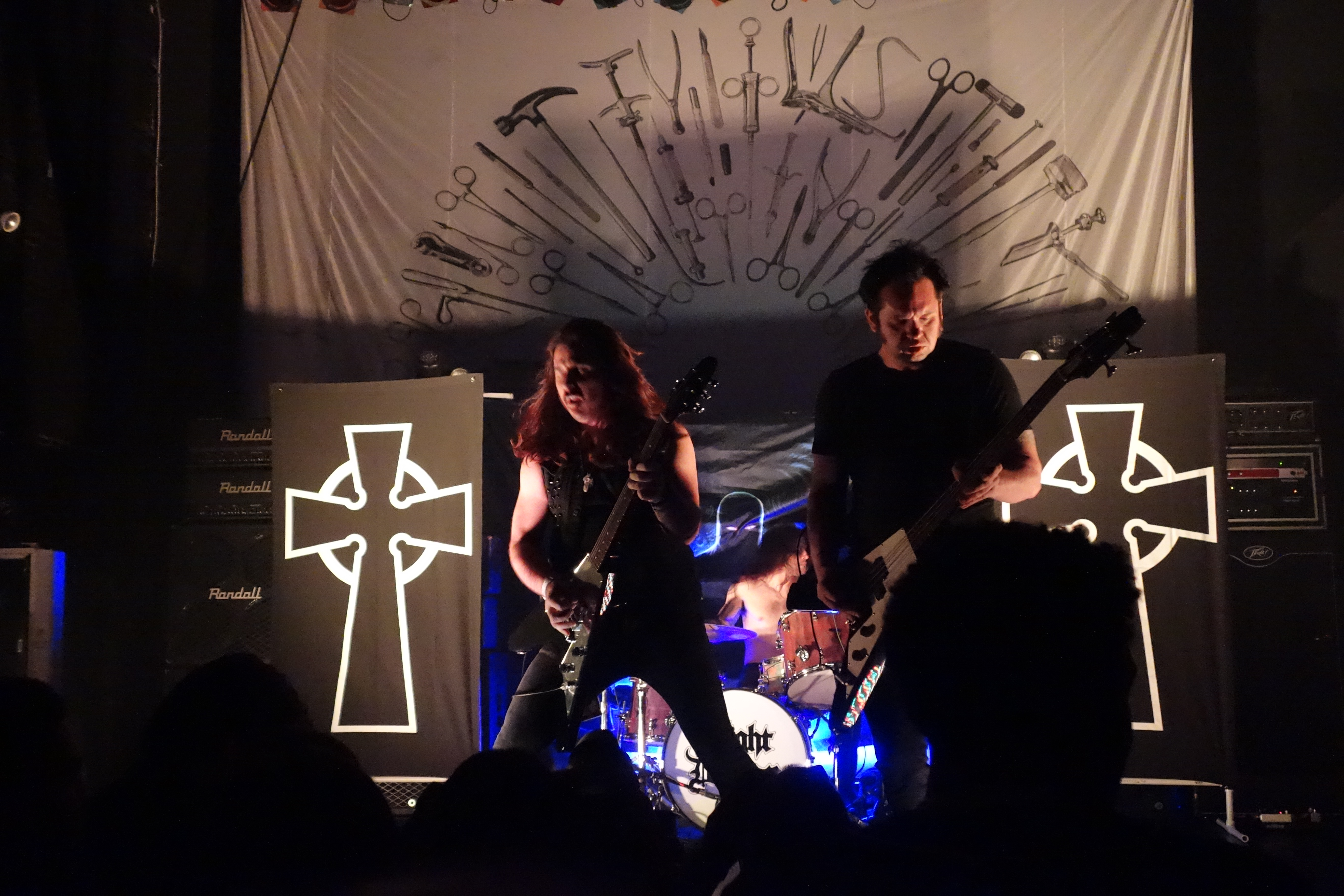
Night Demon in New York (2016)

Night Demon stammt aus der kalifornischen Untergrund-Metal-Szene und wurde 2011 gegründet. Beeinflusst vom New Wave of British Heavy Metal, veröffentlichte die Band 2012 ihren ersten Tonträger, die selbst produzierte EP Night Demon. Es folgten diverse Auftritte, unter anderem 2014 als Vorgruppe von Diamond Head und Raven sowie beim Festival Keep It True. Mit Curse of the Damned brachte die Band am 14. Januar 2015 ihr erstes Album heraus. Dieses Album wurde von den Hörern eines kleineren US-Radiosenders zum Album des Jahres gewählt. In Deutschland spielte Night Demon erstmals 2016 auf dem Festival Bang Your Head vor größerem Publikum.
Das zweite Album Darkness Remains mit dem neuen Gitarristen Armand John Anthony erschien am 21. April 2017 und erreichte Platz 61 der deutschen Albumcharts. wurde von der Band in Deutschland auf diversen Festivals wie dem Summer Breeze, dem Rock Hard Festival und dem Party.San präsentiert. Bei den Metal Hammer Awards 2017 wurden Night Demon in der Kategorie Up and Coming ausgezeichnet. Als Vorgruppe von Accept tourten Night Demon 2018 durch Deutschland, bevor die Band im Sommer des Jahres auf den Festivals Bang Your Head, Wacken Open Air und dem Rock Hard Festival spielte. Am 10. August 2018 wurde das Live-Album Live Darkness veröffentlicht, welches auf Platz 43 der deutschen Albumcharts einstieg.
Während des Jahres 2020 veröffentlichten Night Demon insgesamt fünf limitierte 7"-Singles, die innerhalb kürzester Zeit ausverkauft waren. Am 25. März 2022 wurden diese Singles auf der Kompilation Year of the Demon zusammengefasst veröffentlicht, die Platz 30 der deutschen Albumcharts erreichte.
Im März 2023 veröffentlichte die Band ihr drittes Studioalbum Outsider. Außerdem ließ Jarvis Leatherby verlauten, dass Dusty Squires, der bisherige Drummer der Band, nicht mehr Teil der Band sei und
im November 2022 sein letztes Konzert in Norddeutschland spielte.

## Diskografie

### Alben
| Jahr | Titel Musiklabel                | Höchstplatzierung, Gesamtwochen, AuszeichnungChartplatzierungen (Jahr, Titel, Musiklabel, Platzierungen, Wochen, Auszeichnungen, Anmerkungen) | Höchstplatzierung, Gesamtwochen, AuszeichnungChartplatzierungen (Jahr, Titel, Musiklabel, Platzierungen, Wochen, Auszeichnungen, Anmerkungen) | Höchstplatzierung, Gesamtwochen, AuszeichnungChartplatzierungen (Jahr, Titel, Musiklabel, Platzierungen, Wochen, Auszeichnungen, Anmerkungen) | Anmerkungen                                                                      |
| Jahr | Titel Musiklabel                | DE | AT | CH | Anmerkungen                                                                      |
| ---- | ------------------------------- | --- | --- | --- | -------------------------------------------------------------------------------- |
| 2015 | Curse of the Damned Steamhammer | — | — | — | Erstveröffentlichung: 14. Januar 2015 in den USA über Century Media              |
| 2017 | Darkness Remains Steamhammer    | DE61 (1 Wo.)DE | — | — | Erstveröffentlichung: 21. April 2017 in den USA über Century Media               |
| 2018 | Live Darkness Steamhammer       | DE43 (1 Wo.)DE | — | — | Erstveröffentlichung: 10. August 2018 Live-Album; # 15 der deutschen Vinylcharts |
| 2022 | Year of the Demon Steamhammer   | DE30 (1 Wo.)DE | — | — | Erstveröffentlichung: 25. März 2022 Kompilation                                  |
| 2023 | Outsider Steamhammer            | DE16 (1 Wo.)DE | AT64 (1 Wo.)AT | CH58 (1 Wo.)CH | Erstveröffentlichung: 17. März 2023                                              |

### Singles & EPs
- 2012: Night Demon (EP, Shadow Kingdom Records)
- 2020: Empires Fall (Single, Century Media)
- 2020: Kill the Pain (Single, Century Media)
- 2020: Are You Out There (Single, Century Media)
- 2020: In Trance (Live-Single, Century Media)

## Auszeichnungen
Metal Hammer Awards
| Jahr | Kategorie     | für         | Resultat |
| ---- | ------------- | ----------- | -------- |
| 2017 | Up and Coming | Night Demon | Gewonnen |